# Rizzoli
La Rizzoli è una casa editrice italiana del Gruppo Mondadori, attiva nei settori della narrativa, saggistica, varia, ragazzi, romanzi a fumetti, manuali e illustrati.
Fondata da Angelo Rizzoli nel 1927, si è espansa nei decenni successivi diventando una delle principali case editrici italiane ed acquisendo numerosi marchi concorrenti. Fino al 2015 era parte di RCS MediaGroup come società operativa proprietaria dei seguenti marchi: Rizzoli, Bompiani, Bur, Fabbri, Sonzogno, Marsilio, Adelphi e La Coccinella. Dopo l'acquisizione da parte del Gruppo Mondadori ha assunto il nome attuale di “Rizzoli Libri”.

## Storia

### A. Rizzoli & C.
Nel 1927 la «A. Rizzoli & C.», registrata con questo nome già nel 1911,  inizia l'attività editoriale con la pubblicazione in proprio di riviste e, dal dopoguerra, pubblicando libri.
Dopo il 1945 la società inizia una fase di espansione che la porta a diventare una delle maggiori case editrici d'Italia. Nel 1949 nasce la Biblioteca Universale Rizzoli (Bur), che pubblica a prezzi popolari (il costo è di 50 lire ogni 100 pagine) opere letterarie antiche e moderne. Ideata da Luigi Rusca e Paolo Lecaldano, la collana ottiene un enorme successo e verrà seguita da altre collane.

### Rizzoli Editore S.p.A.
Nel 1962 Rizzoli nomina Paolo Lecaldano responsabile del settore libri. Nascono nuove collane editoriali: La Scala, Sidera, Narratori moderni e I classici dell'arte. La collana di maggiore fortuna è La Scala (nata nel 1961 e tuttora esistente), che comprende narratori sia italiani che stranieri.
Nel 1970, quando scompare il fondatore, la Rizzoli è il maggiore editore di periodici in Italia. La guida della casa editrice passa al figlio Andrea; il nipote Angelo entra nel consiglio di amministrazione. Mario Spagnol è il nuovo responsabile della Divisione libri (1972-1979). Spagnol si mette all'opera potenziando la "Biblioteca Universale Rizzoli", la collana più prestigiosa della casa editrice. Insieme ad Evaldo Violo, la ristruttura in sottocollane, ampliando la scelta dei generi ed attingendo all'intero catalogo della Casa.
Dal 1987 al 1997 ha pubblicato il mensile Oggi natura.

### RCS Libri
Nel 1984 la proprietà della casa editrice passa dalla famiglia Rizzoli a una cordata d'imprese guidata dalla società finanziaria Gemina (Gruppo Fiat). Nel 1986 il gruppo viene ristrutturato. La divisione libri diventa una società operativa, «RCS Libri», incorporata nella capogruppo «RCS Editori». Sotto il controllo del nuovo gruppo entrano anche i marchi Bompiani, Fratelli Fabbri Editori, Sonzogno, Sansoni ed Etas.
Rizzoli rappresenta il marchio principale. Dal 2007 prende la direzione di RCS Libri Marco Ausenda, dal 2002 responsabile di Rizzoli USA, società che pubblica libri illustrati in inglese. L'anno successivo la casa editrice pubblica tre best seller: Un cappello pieno di ciliege di Oriana Fallaci (autrice di punta per Rizzoli) con mezzo milione di copie vendute, Brisingr di Christopher Paolini con circa 400 000 copie e Brida di Paulo Coelho con 380 000 copie. L'anno prima, nel 2007, escono La Casta dei giornalisti Stella e Rizzo (del Corriere della Sera) con più di un milione di copie, Scusa ma ti chiamo amore di Federico Moccia con 700 000 copie, La Strega di Portobello di Coelho con 400 000 copie e Gesù di Nazareth di Benedetto XVI con 500 000 copie.
Il 5 ottobre del 2015 RCS Libri viene ceduta al Gruppo Mondadori (eccetto il marchio Adelphi). Prima della cessione, RCS Libri occupava all'incirca il 14% delle quote di mercato contro il 28% della Mondadori.
Nel marzo del 2016 viene conclusa un'istruttoria avviata dall'Autorità garante della concorrenza e del mercato (AGCM) che prescrive per la Mondadori l'attuazione di dieci misure: tra queste, la cessione della casa editrice Bompiani e della quota posseduta in Marsilio Editori. Dopo l'effettuazione delle misure richieste dall'AGCM, la vendita viene perfezionata nel mese di aprile 2016. Il prezzo dell'operazione, pari a 127,1 milioni di euro, recepisce alcuni aggiustamenti previsti nel contratto.
Successivamente RCS Libri cambia denominazione in «Rizzoli Libri» e la Mondadori diventa la prima casa editrice italiana per fatturato.